# 李翘楚
李翘楚（1991年1月13日—），女权主义者，劳工问题研究者，曾多次参与中国劳工、女权和民间维权议题。2020年2月16日凌晨，李翘楚因许志永案被北京警察带走，被指定住所监视居住至2020年6月19日。2021年2月6日，李翘楚再次被北京国保约谈，随后被山东临沂警方刑事拘留，同年3月15日，李翘楚被批准逮捕，羁押于监管医院山东省临沂市人民医院东区。2024年2月5日在山东临沂市中院被判决有期徒刑3年8个月。

## 教育经历
本科毕业于中国人民大学劳动人事学院，研究生毕业于英国约克大学并获公共政策硕士学位，其后于清华大学从事研究助理的工作。2020年1月初，国保找到其当时工作的清华社会学系项目组后便失去了工作。

## 社会活动
早期帮助整理前夫宋泽个人公众号宋泽工作室 （页面存档备份，存于）文章到 Github，使其免翻墙访问。
2017年冬季北京市大兴区西红门镇新建二村的一栋群租住房发生重大火灾事故后，北京在“清理低端人口”行动中，大量强拆和驱逐外来人口。李翘楚和其他志愿者一起持续搜集整理信息，帮助失去住所的人员在北京冬季找寻住所。
2018年起，李翘楚参与MeToo、反996等活动，整理资料和撰写报告，并在推特等平台声援各类良心犯及其家属。
2019年新冠病毒疫情爆发后，她参与多个线上线下志愿协作小组，向北京当地环卫工人发放口罩。她同时协助疫区孕妇的自助互助，对接医生志愿者。在疫情救援过程中，李翘楚注意到性别议题特别是性别暴力预防问题缺乏关注，她立即组织志愿者搜集和整理紧急状态下防止性暴力的建议手册。
李翘楚和许志永一起整理了他的两百多篇文章和公民运动的各阶段大事记，建立了“美好中国 （页面存档备份，存于）”网站。

## 被捕

### 第一次被捕
2019年12月26日开始，中国警方在多地拘留和传讯了十几名律师和维权人士，李翘楚男友许志永被迫逃亡，丁家喜、张忠顺、戴振亚等被指定居所监视居住，即厦门聚会案。2019年12月31日，李翘楚在昌平的住处被搜查，并被刑事传唤24小时，此后被长期跟踪和监视。2020年1月9日，李翘楚公开了自己被传唤的具体经过和事由，并在网络上呼吁更多日关注厦门聚会案。
2020年2月16日凌晨，李翘楚被北京警察以涉嫌煽动颠覆国家政权罪为由进行刑事传唤，随后被指定住所监视居住于北京通达公司招待所。2020年6月19日取保候审后在网络详述自己被指定住所监视居住期间的经历，此后被长期警方约谈和监视。

### 第二次被捕
李翘楚多次在Twitter等平台控诉关押许志永、丁家喜等人的山东临沭看守所伙食低劣不达标，并投诉驻所检察官不作为。2021年2月6日，李翘楚再次被北京国保约谈，随后被山东临沂警方刑事拘留，同年3月15日，李翘楚被批准逮捕，有媒体讽刺称其为“因一个馒头引起的煽颠罪 （页面存档备份，存于）”。
李翘楚2019年起就患有严重的抑郁症，被关押7个月后律师首次被允许会见，称她出现严重幻听，她的健康状况引发担忧。
2023年12月，李翘楚在山东省受审，罪名是"煽动颠覆国家政权"。
2024年2月5日在山东临沂市中院因煽动颠覆国家政权罪被判决有期徒刑3年8个月，当日下午，李翘楚通过律师对判决提起上诉。2024年7月26日，李翘楚煽动颠覆国家政权罪案二审宣判，维持原判。
2024年8月3日，李翘楚出狱回家，继续履行“剥夺政治权利两年”的附加刑。

## 观点
在媒体相关的报道和声援中，李翘楚总是以“许志永女友”的身份出现，她自身公共参与以及行动往往被忽视。李翘楚批判这种男权视角，她希望人们可以看到她的多个面向。

## 反应
- 欧盟：欧盟驻华代表团官方微博“@欧盟在中国”发布声明，声明中称，李女士面临身心健康问题，急需进行长期治疗。尽管她的家人多次申请保释，以确保她接受治疗，但遭到拒绝。基于健康考虑，欧盟要求对李女士立即无条件释放。[21]

- 国际特赦组织表示，她被捕是因为当局认为她公开揭露许志永遭受酷刑以及她本人在拘留期间所受到的虐待，因此当局欲对她予以惩罚，并认为中共的行为是可耻的。[22][23]

- 中国人权律师团发表声明称，《世界人权宣言》规定，每个人都有表达和发表意见的自由权利。李翘楚协助许志永发表他的主张和思想，属于言论自由的范畴。此外，中国《宪法》明确规定公民享有言论自由的权利，因此李翘楚的行为并不构成犯罪。[24]